# Moira Zoitl
Moira Zoitl (* 20. Juli 1968 in Salzburg, Österreich) ist eine österreichische Graphikerin und Videokünstlerin.

## Werdegang
Zoitl hat an der Hochschule Mozarteum (1987–1990), an der Hochschule für angewandte Kunst Wien (Diplom 1995) und an der 1997 Universität der Künste Berlin, (Fachbereich: Visuelle Kommunikation) studiert. Sie lebt und arbeitet seit 2001 in Berlin.
2004 bekam sie das Österreichische Staatsstipendium für Bildende Kunst. 2001 hatte sie ihre erste umfassende Einzelausstellung im Kunstverein Wolfsburg. Zudem war sie beteiligt am Steirischen Herbst, Graz (2000, 2016), an der 3. Guangzhou Triennale in China (2008), am Festival Rencontres Internationales in Paris (2011) und an der Videonale.16 im Kunstmuseum Bonn (2017).
Moira Zoitl ist zudem als Kuratorin tätig und hat in verschiedenen Kollektiven Ausstellungsprojekte realisiert: «SEXY MYTHOS – Selbst- und Fremdbilder von Künstler*innen» (NGBK, Berlin 2006, Forum Stadtpark Graz 2006, Kunstverein Lübeck 2007). «Die Ästhetik des Widerstands», Galerie IG Bildende Kunst Wien, A und Galerie im Turm Berlin, D (2014). «Cumuli – Trading Places» (2015/2016), L 40 Berlin, MEWO Kunsthalle Memmingen und Galerie 5020 Salzburg (2016). «Reframing Worlds – Mobilität und Gender aus postkolonial, feministischer Perspektive», nGbK Berlin (2017).
Moira Zoitl ist Mitglied im Deutschen Künstlerbund.

## Ausstellungen (Auswahl)
- 2017 Reframing Worlds – Mobilität und Gender aus postkolonial, feministischer Perspektive, Galerie im Körnerpark, nGbK – neue Gesellschaft für bildende Kunst, Berlin, D
- 2017 Austriamentis 1997-2017, Torre Porta & Museo Casa Manno Alghero, Sardegna, IT
- 2017 Phantastischer Kapitalismus, GPL contemporary, Wien, A
- 2017 The Present Order – I-II, GfZK – Galerie für Zeitgenössische Kunst, Leipzig, D
- 2017 VIDEONALE.16 – Festival for Video and Time-Based Arts, Kunstmuseum Bonn, D
- 2017 Situating the Everyday. Inquiries into the Quotidian, Screening und Vortrag, KHM – Kunsthochschule für Medien Köln, D
- 2016 Steirischer Herbst 2016, New Graz I + II, < rotor > Zentrum für zeitgenössische Kunst, Graz, A
- 2016 Die 70er – Damals war Zukunft, Schallaburg, A
- 2016 Cumuli – Trading Places, Galerie 5020, Salzburg, A
- 2015 Performing inEXCHANGE, Videoprogramm, KW Institute for Contemporary Art, Berlin, D
- 2015 WUNSCHBILDER gestern. heute. morgen., Salzburg Museum, A
- 2015 Cumuli – Trading Places, MEWO Kunsthalle, Memmingen, D
- 2015 Cumuli – Trading Places, L40 – Verein zur Förderung von Kunst u. Kultur am Rosa-Luxemburg-Platz, Berlin, D
- 2014 Vogelsbergiana, Galerie der Stadt Schwaz, A (Publ.)
- 2014 Was das Ich von selbst erfährt? (Lernen in Eigenregie), GfZK-Galerie für Zeitgenössische Kunst, Leipzig, D
- 2014 Mind into Matter, Dalhousie Faculty of Architecture and Planning exhibition gallery, Halifax, Canada
- 2014 Großer Kunstpreis des Landes Salzburg 2014, Ausstellung, Galerie im Traklhaus Salzburg, A
- 2013 MOBILITÄT Teil 2 – Grenzen, Fotogalerie Wien,  AT
- 2013 Hausgemeinschaft (family affairs), GfZK-1, Leipzig, D
- 2013 SOCIAL DESIGN, Emil Filla Gallery in Ústí nad Labem, CZ
- 2013 Domestic Utopias, NGBK, Berlin, D
- 2013 Cumuli – Zum Sammeln der Dinge, L40-Verein zur Förderung von Kunst u. Kultur am Rosa-Luxemburg-Platz, Berlin
- 2012 Tausend Stimmen. Eine Schau über Szeemann, Diagramme, Art Spaces und Dienstbesprechungen, Volkspark Halle,
- 2012 Beutezüge. Systeme des Eigennutzes – Mechanismen der Plünderung, Galerie Fotohof Salzburg,
- 2011 Rencontres Internationales Paris/Berlin/Madrid, Centre Pompidou and the Gaîté lyrique, Paris,
- 2010 To Serve – House without a Maid, Huis Sonneveld, Rotterdam & Moira Zoitl at NAI (Netherlands Architecture Institute), Rotterdam
- 2010 Aussicht auf Veränderungen, Kunst-Parcours quer durch Hamburg entlang der S-Bahn Linie 3, Hamburg, D (Publ.)
- 2008 The Third Guangzhou Triennial – Frontier of Cultural Politics, Laboratory of Art, Farewell to Post-Colonialism. Guangdong Museum of Art, Guangzhou, China (Publ.)

## Preise, Stipendien
- 2015: Residenzprogramm des Goethe-Institut, Mumbai, Indien
- 2010: Artist-in-residence stay, Beijing, Salzburger Landesregierung
- 2009: Arbeitsstipendium für Fotografie in London
- 2007: Residenzprogramm des Goethe-Institut, Stockholm
- 2006: Artist-in-residencein Bukarest, im Rahmen von «How to Do Things? – In the Middle of (No)where…», Culture 2000 programme
- 2005: 29. Österreichischer Grafikwettbewerb, Preis des Landes Steiermark
- 2004: Staatsstipendium für bildende Kunst, Österreich
- 2003: Arbeitsstipendium für Fotografie in London
- 2001: Förderpreis für bildende Kunst, (Bundeskanzleramt: Österreich, Kunstsektion)
- 1999: RBB-Bank-Preis
- 1997: Förderpreis des Salzburger Kunstvereins und der Salzburger Landesregierung (mit Ralf Hoedt)
- 1996: Anni und Heinrich Sussmann Stiftung, Förderungsstipendium
- 1995: 24. Österreichischer Graphikwettbewerb, Preis der Bundeshauptstadt Wien
- 1994: Arbeitsstipendium des Land Salzburg in Budapest
- 1992:  Steirischer Förderpreis (mit Ralf Hoedt)

## Werk
Moira Zoitls Videoarbeiten und Installationen, Filme und partizipatorische Projekte befassen sich mit Themen wie Migration, Stadtentwicklung, Gender, (Auto)biografie- und Identitätsfragen.